# Maurice Bénichou
Maurice Bénichou (Tremecém, 23 de janeiro de 1943 — 15 de junho de 2019) foi um ator francês. Ficou conhecido por seus papéis em três dos filmes dirigidos por Michael Haneke (Code inconnu, Le Temps du Loup, e Caché), e também por interpretar Dominique Bretodeau em Amélie